# Zelena Poleana, Poliske
Zelena Poleana (în ucraineană Зелена Поляна) este o comună în raionul Poliske, regiunea Kiev, Ucraina, formată numai din satul de reședință.

## Demografie
Componența lingvistică a comunei Zelena Poleana
     Ucraineană (97,46%)
     Rusă (2,26%)
     Alte limbi (0,28%)
Conform recensământului din 2001, majoritatea populației comunei Zelena Poleana era vorbitoare de ucraineană (97,46%), existând în minoritate și vorbitori de rusă (2,26%).